# 이드리스 토후국
이드리스(아랍어: الأدارسة al-Adārisah, 베르베르어: Idrisiyen)는 788년부터 974년까지 모로코 지역에 존재했던 아랍인 자이드-시아파 왕조였다. 왕국의 건국자이자 하산 이븐 알리의 증손자인 이드리스 1세의 이름을 따 국호를 지었으며, 당시 이드리스 1세를 포함한 건국 요인들은 역사가들에 의해 첫 모로코인 국가의 건국자들로 여겨지고 있다. 종교는 시아파이다.

## 같이 보기
- 이드리시